# Эглите, Майя
Ма́йя Э́глите (латыш. Maija Eglīte; род. 30 мая 1954) — советская и латвийская актриса, общественный деятель.

## Биография
Майя Эглите родилась 30 мая 1954 года в Риге. Отец — ремесленник, мать — финансовый работник.
Окончила 6-ю Рижскую среднюю школу (1972) и театральный факультет Латвийской государственной консерватории им. Я. Витола (1976).
Актриса Государственного театра юного зрителя Латвийской ССР (1976—1983), диктор Латвийского телевидения (1985—1999), председатель правления Латвийского зелёного креста, директор Латвийского института среды и здоровья.
Снималась в кино. Всесоюзную известность приобрела после исполнения роли Роберты в фильме режиссёра Самсона Самсонова «Бешеное золото» (1976), Эвис Крайтон в фильме режиссёра Яниса Стрейча «Театр» (1978) и Айны в фильме режиссёра Бориса Дурова «Пираты XX века» (1980).
Была замужем за актёром Рижского ТЮЗа Энрико Авотсом.

## Творчество

### Роли в театре
- 1976 — «Дни портных в Силмачах» Рудольфа Блауманиса — Зара
- 1976 — «Абажур от фонарика» Гунара Приеде — Зане
- 1976 — «Питер Пэн» Джеймса Барри — Венди Дарлинг
- 1977 — «Ночь после выпуска» Владимира Тендрякова — Наташа Быстрова
- 1978 — «Пареньки села Замшелого» Андрея Упита — Циепслиня
- 1978 — «Капля солнечной росы» Яниса Яунсудрабиня — Хозяйка
- 1979 — «Пер Гюнт» Генрика Ибсена — Анитра
- 1981 — «Летят журавли» по пьесе Виктора Розова «Вечно живые» — Даша
- 1981 — «Ожидание праздника» Паула Путниньша — Мать Алманта

### Фильмография
- 1973 — Ключи от города — эпизод
- 1974 — Не бойся, не отдам!
- 1976 — Бешеное золото — Роберта Крой
- 1978 — Театр — Эвис Крайтон
- 1979 — Пираты XX века — Айна, судовой библиотекарь сухогруза «Нежин»
- 1979 — На ринг вызывается… — Римма
- 1980 — Не будь этой девчонки…
- 1980 — Встречи с 9 до 9 — Бируте
- 1982 — Краткое наставление в любви — Алида
- 1983 — Мираж — Глория
- 1985 — Змеелов
- 1986 — Охота на дракона — эпизод
- 1986 — Аэропорт со служебного входа — пассажирка из Прибалтики